# Щекутино
Щекутино — деревня в Наро-Фоминском районе Московской области, входит в состав сельского поселения Атепцевское. Численность постоянного населения по Всероссийской переписи 2010 года — 16 человек, в деревне числятся 3 садовых товарищества. До 2006 года Щекутино входило в состав Атепцевского сельского округа. Какая-либо инфраструктура в деревне отсутствует, имеется автобусное сообщение с райцентром Наро-Фоминск (ст. Нара)
Деревня расположена в центральной части района, на левом берегу речки Горюновка (по другим источникам - Ледяновка), которая впадает в реку Истья (правый приток реки Нары). Деревня находится примерно в 4 км южнее Наро-Фоминска, на западной стороне автодороги М3 Украина, высота центра над уровнем моря 191 м. Ближайшие населённые пункты — Котово в 1 км на север и Рождество в 2,5 км на юг.